# Microserica perdix
Microserica perdix är en skalbaggsart som beskrevs av Gilbert John Arrow 1946. Microserica perdix ingår i släktet Microserica och familjen Melolonthidae. Inga underarter finns listade i Catalogue of Life.